# Liberté de la presse
Pour les articles homonymes, voir Liberté (homonymie).

La liberté de la presse, caricature de Johann Michael Voltz, 1819.

La liberté de la presse est l'un des principes fondamentaux des systèmes démocratiques qui repose sur la liberté d'opinion et la liberté d'expression.
Fin 2022, 533 journalistes sont emprisonnés dans le monde, ils étaient 488 à la même date en 2021.
Les cinq pays détenant en prison le plus de journalistes en 2022 sont la Chine (110), la Birmanie (62), l'Iran (47), le Vietnam (39) et la Biélorussie (31).

## Grands principes du droit de la presse

### International
La liberté de la presse est considérée par la Cour européenne des droits de l'homme (CEDH) comme une composante de la liberté d'expression (article 10 de la Convention européenne des droits de l'homme).
La protection des sources d'information des journalistes, sans exceptions ni restrictions, est considérée comme « l'une des pierres angulaires de la liberté de la presse ». Souvent confondue avec le secret professionnel, qui était son appellation initiale dans les chartes de déontologie, elle s'en distingue pourtant fondamentalement et n'est pas assurée de manière uniforme dans tous les pays industrialisés.

### Suisse
En Suisse, la Constitution fédérale prévoit que « la liberté de la presse, de la radio et de la télévision, ainsi que des autres formes de diffusion de productions et d’informations ressortissant aux télécommunications publiques est garantie. La censure est interdite. Le secret de rédaction est garanti » (article 17).

### Nature des atteintes à la liberté de la presse
Les atteintes à la liberté de la presse se manifestent :
- d'une part, l'entrave au pluralisme et l'indépendance des rédactions, notamment :
  - la concentration des médias par de grands groupes industriels,
  - les pressions fiscales,
  - les pressions financières,
  - les pressions politiques,

- d'autre part, l'entrave au métier de journaliste, notamment :
  - l'assassinat de journalistes,
  - l'emprisonnement de journalistes,
  - l'enlèvement de journalistes,
  - l'agression de journalistes,
  - les menaces de journalistes.

En novembre 2015, Can Dündar éditorialiste du quotidien Cumhuriyet et lauréat du Prix Reporters sans frontières est emprisonné dans les geôles turques pour des révélations sur des livraisons d’armes aux rebelles syriens. Fin décembre 2015 Can Dündar rédige le texte intitulé À l’Humanité dans lequel il expose les principales raisons d'atteinte à la liberté de la presse dans le monde.

## Situation dans le monde

### Classement mondial selon Reporters sans frontières

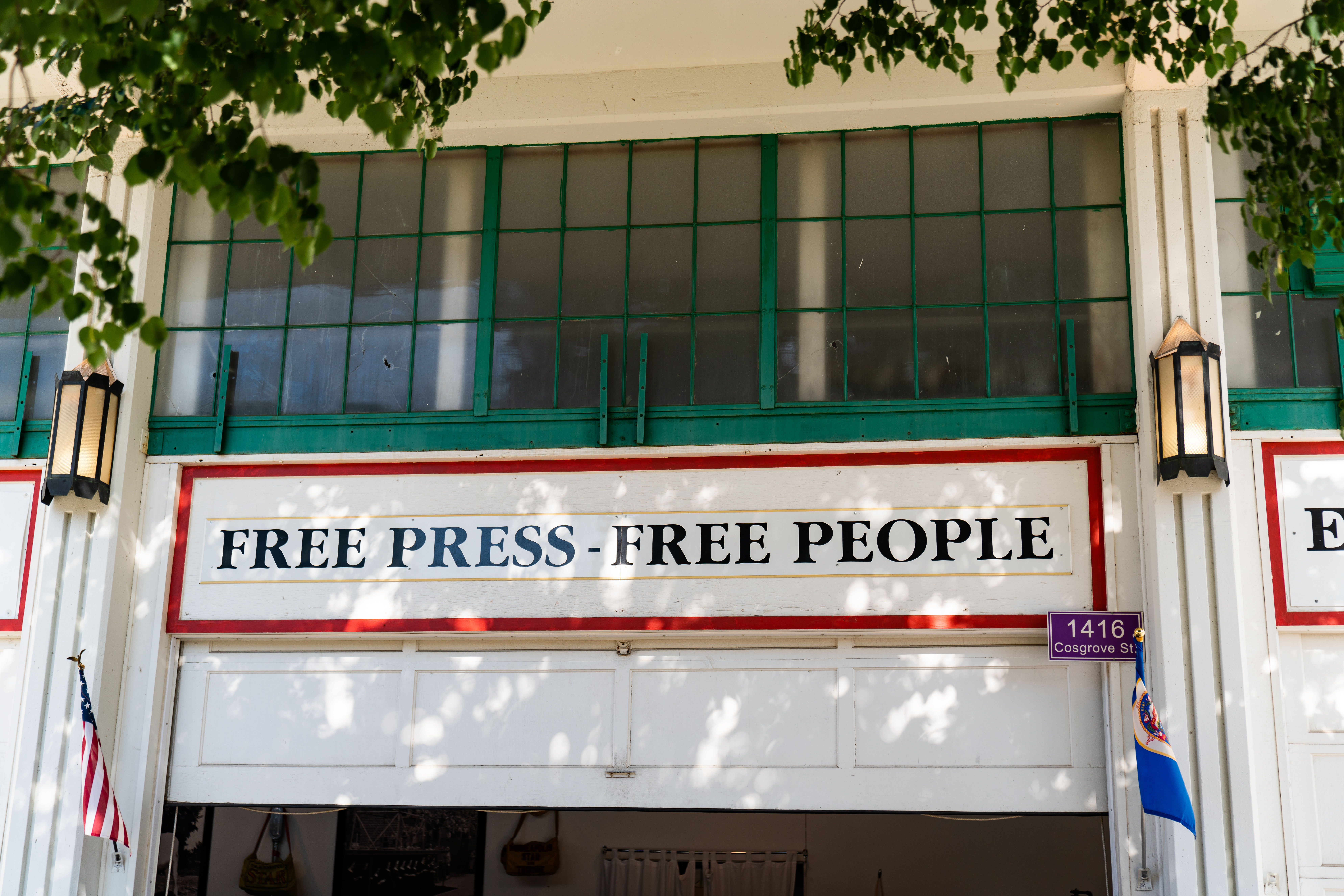
« Presse libre, peuple libre », pancarte au Musée de la presse du Minnesota

La liberté de la presse dans le monde en 2024

Chaque année, l'ONG Reporters sans frontières établit une liste des pays du point de vue de leur liberté de la presse. Le classement mondial de la liberté de la presse est fondé sur les réponses aux enquêtes envoyées aux journalistes membres d'organisations partenaires de RSF, aussi bien qu'aux spécialistes de la question : les chercheurs, les juristes et les activistes des droits de l'homme. L'enquête porte sur des attaques directes faites aux journalistes et aux mass-média aussi bien que d'autres sources indirectes de pression contre la presse libre, comme la pression sur les journalistes par des lobbies. RSF note que le classement se préoccupe seulement de la liberté de presse et ne mesure pas la qualité du journalisme ni l'autocensure.
Le classement de RSF varie chaque année, en 2010 il établit les pays où la presse est la plus libre comme étant la Suède, la Finlande, les Pays-Bas et la Norvège, et range l'Iran, le Turkménistan, la Corée du Nord, et l'Érythrée aux dernières places. Les États-Unis et la France gravitent autour de la 40e place en 2014.
D'après le classement mondial de la liberté de la presse de RSF de 2014, l'Asie orientale, le Moyen-Orient et le nord-ouest de l'Afrique seraient les pires régions du monde pour la liberté de la presse et d'après le rapport, le facteur aggravant est la présence d'un conflit, comme l'attestent la chute de l'Égypte, de la Syrie, du Mali et de la République centrafricaine. Par ailleurs, les violences internes et les actes terroristes minent certains pays comme le Mexique, l'Irak, l'Iran, la Somalie, la République démocratique du Congo ou le Nigeria.
La recrudescence des violences pousse l'Assemblée générale des Nations unies à adopter en novembre 2013 la première résolution sur la sécurité des journalistes et sur la création de la Journée internationale contre l'impunité des crimes contre les journalistes (célébrée le 2 novembre).

#### «Prédateurs de liberté de la presse»
L'association établit également une liste des « prédateurs de liberté de la presse », qu'elle met au point chaque année. En 2006 ce sont cinq nouveaux noms qui augmentent la liste, cette année : le Premier ministre éthiopien Meles Zenawi, le président iranien Mahmoud Ahmadinejad, les groupes armés tamouls du Sri Lanka, le chef des paramilitaires colombiens Diego Fernando Murillo Bejarano, et le chef de guérilla colombien Raul Reyes.
- Mollah Mohammad Omar - Afghanistan et Pakistan - chef taliban
- Abdallah ben Abdelaziz Al Saoud - Arabie saoudite - Roi
- Ilham Aliev - Azerbaïdjan Président de la République
- Alexandre Loukachenko - Bélarus
- Than Shwe - Birmanie - Chef de la Junte
- Hu Jintao - Chine - Président de la République
- FARC - Colombie - Forces armées révolutionnaires de Colombie
- Águilas Negras (Aigles noirs), groupe paramilitaire - Colombie
- Kim Jong Un - Corée du Nord
- Raúl Castro - Cuba - Président du Conseil d’État et du Conseil des ministres
- Issayas Afeworki - Érythrée - Président de la République
- ETA - Espagne - Organisation terroriste
- Yahya Jammeh - Gambie - Président de la République
- Teodoro Obiang Nguema Mbasogo - Guinée équatoriale - Président de la République
- Ali Khamenei - Iran - Guide suprême de la République
- Mahmoud Ahmadinejad - Iran - Président de la République
- Forces de défense israéliennes, Tsahal - Israël
- Organisations criminelles mafieuses - Italie
- Noursoultan Nazarbaïev - Kazakhstan - Président de la République
- Choummaly Sayasone - Laos - Chef de l’État
- Cartels de Sinaloa, du Golfe et de Juárez - Mexique
- Groupes armés népalais - Népal
- Ogbonna Okechukwu Onovo (en)- Nigeria - Inspecteur général de la police nationale
- Islam Karimov - Ouzbékistan - Président de la République
- Milices privées - Philippines
- Ramzan Kadyrov - République de la Tchétchénie en Russie - Président de la République
- Vladimir Poutine - Russie - Président
- Paul Kagame - Rwanda - Président de la République
- Milices islamistes armées - Somalie - Harakat Al-Shabaab al-Moudjahidin, Hizb-Al-Islam
- Gotabaya Rajapakse - Sri Lanka - Secrétaire d’État à la Défense
- Mswati III - Swaziland - Roi du Swaziland
- Bachar el-Assad - Syrie - Président de la République
- Force exécutive, branche armée du Hamas - Territoires palestiniens
- Forces de sécurité palestiniennes, Autorité palestinienne - Territoires palestiniens
- Gurbanguly Berdimuhamedov - Turkménistan - Président de la République
- Robert Mugabe - Zimbabwe - Président de la République

#### Classements
| Rang 2023 | Rang 2022 | Rang 2021 | Rang 2017 | Pays                                                        | Situation en 2021   |
| --------- | --------- | --------- | --------- | ----------------------------------------------------------- | ------------------- |
| 1         | 1         | 1         | 1         | Norvège                                                     | Très bonne          |
| 5         | 5         | 2         | 3         | Finlande                                                    | Très bonne          |
| 4         | 3         | 3         | 2         | Suède                                                       | Très bonne          |
| 3         | 2         | 4         | 4         | Danemark                                                    | Très bonne          |
| 23        | 8         | 5         | 6         | Costa Rica                                                  | Très bonne          |
| 6         | 28        | 6         | 5         | Pays-Bas                                                    | Très bonne          |
| 32        | 12        | 7         | 8         | Jamaïque                                                    | Très bonne          |
| 13        | 11        | 8         | 13        | Nouvelle-Zélande                                            | Très bonne          |
| 9         | 7         | 9         | 18        | Portugal                                                    | Très bonne          |
| 12        | 14        | 10        | 7         | Suisse                                                      | Très bonne          |
| 31        | 23        | 11        | 9         | Belgique                                                    | Très bonne          |
| 2         | 6         | 12        | 14        | Irlande                                                     | Très bonne          |
| 21        | 16        | 13        | 16        | Allemagne                                                   | Bonne               |
| 15        | 19        | 14        | 22        | Canada                                                      | Bonne               |
| 8         | 4         | 15        | 12        | Estonie                                                     | Bonne               |
| 18        | 15        | 16        | 10        | Islande                                                     | Bonne               |
| 29        | 31        | 17        | 11        | Autriche                                                    | Bonne               |
| 52        | 44        | 18        | 25        | Uruguay                                                     | Bonne               |
| 48        | 52        | 19        | 20        | Suriname                                                    | Bonne               |
| 20        | 21        | 20        | 15        | Luxembourg                                                  | Bonne               |
| 19        | 45        | 21        | 21        | Samoa                                                       | Bonne               |
| 16        | 22        | 22        | 28        | Lettonie                                                    | Bonne               |
| 11        | 10        | 23        | 32        | Liechtenstein                                               | Bonne               |
| 22        | 18        | 24        | 24        | Namibie                                                     | Bonne               |
| 27        | 39        | 25        | 19        | Australie                                                   | Bonne               |
| 55        | 65        | 26        | 30        | Chypre (République de / pays reconnu par l'ONU)             | Bonne               |
| 33        | 36        | 27        | 27        | Cap-Vert                                                    | Bonne               |
| 7         | 9         | 28        | 36        | Lituanie                                                    | Bonne               |
| 36        | 32        | 29        | 29        | Espagne                                                     | Bonne               |
| 62        | 60        | 30        | 26        | Ghana                                                       | Bonne               |
| 30        | 25        | 31        | 34        | Trinité-et-Tobago                                           | Bonne               |
| 25        | 35        | 32        | 31        | Afrique du Sud                                              | Bonne               |
| 26        | 24        | 33        | 40        | Royaume-Uni                                                 | Bonne               |
| 24        | 26        | 34        | 39        | France                                                      | Bonne               |
| 17        | 27        | 35        | 17        | Slovaquie                                                   | Bonne               |
| 50        | 54        | 36        | 37        | Slovénie                                                    | Bonne               |
| 58        | 41        | 37        | 42        | Burkina Faso                                                | Bonne               |
| 65        | 95        | 38        | 48        | Botswana                                                    | Bonne               |
| 37        | 53        | 39        | 35        | Andorre                                                     | Bonne               |
| 14        |           | 40        | 23        | République tchèque                                          | Bonne               |
| 41        |           | 41        | 52        | Italie                                                      | Bonne               |
| 47        |           | 42        | 63        | Corée du Sud                                                | Bonne               |
| 35        |           | 43        | 45        | Taïwan (non reconnu par l'ONU)                              | Bonne               |
| 45        |           | 44        | 43        | États-Unis                                                  | Bonne               |
|           |           | 45        |           | OECO                                                        | Bonne               |
| 44        |           | 46        | 49        | Tonga                                                       | Bonne               |
|           |           | 47        | 51        | Papouasie-Nouvelle-Guinée                                   | Bonne               |
| 53        |           | 48        | 46        | Roumanie                                                    | Bonne               |
| 104       |           | 49        | 58        | Sénégal                                                     | Problèmes sensibles |
| 43        |           | 50        | 59        | République dominicaine                                      | Problèmes sensibles |
| 60        |           | 51        | 60        | Guyana                                                      | Problèmes sensibles |
| 34        | 13        | 52        | 86        | Seychelles                                                  | Problèmes sensibles |
|           |           | 53        | 41        | Belize                                                      | Problèmes sensibles |
| 83        |           | 54        | 33        | Chili                                                       | Problèmes sensibles |
|           |           | 55        | 67        | Fidji                                                       | Problèmes sensibles |
| 42        |           | 56        | 74        | Croatie                                                     | Problèmes sensibles |
| 101       |           | 57        | 57        | Madagascar                                                  | Problèmes sensibles |
|           |           | 58        | 65        | Bosnie-Herzégovine                                          | Problèmes sensibles |
| 61        |           | 59        | 61        | Niger                                                       | Problèmes sensibles |
|           |           | 60        | 64        | Géorgie                                                     | Problèmes sensibles |
| 63        |           | 61        | 56        | Maurice                                                     | Problèmes sensibles |
| 82        |           | 62        | 70        | Malawi                                                      | Problèmes sensibles |
| 49        |           | 63        | 79        | Arménie                                                     | Problèmes sensibles |
| 57        |           | 64        | 54        | Pologne                                                     | Problèmes sensibles |
| 90        |           | 65        | 84        | Bhoutan                                                     | Problèmes sensibles |
| 54        |           | 66        | 81        | Côte d'Ivoire                                               | Problèmes sensibles |
| 68        |           | 67        | 72        | Japon                                                       | Problèmes sensibles |
|           |           | 68        | 69        | Mongolie                                                    | Problèmes sensibles |
| 40        |           | 69        | 50        | Argentine                                                   | Problèmes sensibles |
| 107       |           | 70        | 88        | Grèce                                                       | Problèmes sensibles |
| 10        |           | 71        | 98        | Timor-Oriental                                              | Problèmes sensibles |
|           |           | 72        | 117       | Maldives                                                    | Problèmes sensibles |
| 121       |           | 73        | 97        | Tunisie                                                     | Problèmes sensibles |
| 70        |           | 74        | 86        | Togo                                                        | Problèmes sensibles |
| 74        |           | 75        | 84        | Sierra Leone                                                | Problèmes sensibles |
| 76        |           | 76        | 75        | République turque de Chypre du Nord (non reconnu par l'ONU) | Problèmes sensibles |
| 69        |           | 77        | 96        | Panama                                                      | Problèmes sensibles |
| 56        |           | 78        | 82        | Kosovo                                                      | Problèmes sensibles |
|           |           | 79        | 89        | Kirghizistan                                                | Problèmes sensibles |
| 140       |           | 80        | 73        | Hong Kong (province chinoise)                               | Problèmes sensibles |
| 84        |           | 81        | 47        | Malte                                                       | Problèmes sensibles |
| 115       |           | 82        | 62        | Salvador                                                    | Problèmes sensibles |
| 96        |           | 83        | 76        | Albanie                                                     | Problèmes sensibles |
|           |           | 84        | 44        | Comores                                                     | Problèmes sensibles |
| 46        |           | 85        | 143       | Gambie                                                      | Problèmes sensibles |
| 97        |           | 86        | 91        | Israël                                                      | Problèmes sensibles |
| 99        |           | 87        | 53        | Haïti                                                       | Problèmes sensibles |
|           |           | 88        | 68        | Lesotho                                                     | Problèmes sensibles |
| 28        |           | 89        | 80        | Moldavie                                                    | Problèmes sensibles |
| 38        |           | 90        | 111       | Macédoine du Nord                                           | Problèmes sensibles |
| 110       |           | 91        | 90        | Pérou                                                       | Problèmes sensibles |
| 72        |           | 92        | 71        | Hongrie                                                     | Problèmes sensibles |
| 91        |           | 93        | 66        | Serbie                                                      | Problèmes sensibles |
| 86        |           | 94        | 55        | Mauritanie                                                  | Problèmes sensibles |
| 78        |           | 95        | 77        | Guinée-Bissau                                               | Problèmes sensibles |
| 80        |           | 96        | 105       | Équateur                                                    | Problèmes sensibles |
| 66        |           | 97        | 94        | Liberia                                                     | Problèmes sensibles |
| 79        |           | 98        | 102       | Ukraine                                                     | Problèmes sensibles |
| 113       |           | 99        | 116       | Mali                                                        | Problèmes sensibles |
| 103       |           | 100       | 110       | Paraguay                                                    | Problèmes sensibles |
| 130       |           | 101       | 150       | Éthiopie                                                    | Problèmes sensibles |
| 116       |           | 102       | 95        | Kenya                                                       | Problèmes sensibles |
| 125       |           | 103       | 125       | Angola                                                      | Problèmes sensibles |
| 39        |           | 104       | 106       | Monténégro                                                  | Problèmes sensibles |
| 154       |           | 105       | 104       | Koweït                                                      | Problèmes sensibles |
| 95        |           | 106       | 100       | Népal                                                       | Problèmes sensibles |
| 119       |           | 107       | 99        | Liban                                                       | Problèmes sensibles |
| 102       |           | 108       | 93        | Mozambique                                                  | Difficile           |
| 85        |           | 109       | 101       | Guinée                                                      | Difficile           |
| 117       |           | 110       | 107       | Bolivie                                                     | Difficile           |
| 92        |           | 111       | 103       | Brésil                                                      | Difficile           |
| 71        |           | 112       | 109       | Bulgarie                                                    | Difficile           |
| 108       |           | 113       | 124       | Indonésie                                                   | Difficile           |
| 112       |           | 114       | 78        | Bénin                                                       | Difficile           |
| 87        |           | 115       | 114       | Zambie                                                      | Difficile           |
| 127       |           | 116       | 118       | Guatemala                                                   | Difficile           |
| 94        |           | 117       | 108       | Gabon                                                       | Difficile           |
| 81        |           | 118       | 115       | Congo-Brazzaville                                           | Difficile           |
| 73        |           | 119       | 144       | Malaisie                                                    | Difficile           |
| 123       |           | 120       | 122       | Nigeria                                                     | Difficile           |
| 158       |           | 121       | 92        | Nicaragua                                                   | Difficile           |
| 152       |           | 122       | 120       | Afghanistan                                                 | Difficile           |
| 109       |           | 123       | 121       | Tchad                                                       | Difficile           |
| 143       |           | 124       | 83        | Tanzanie                                                    | Difficile           |
| 133       |           | 125       | 112       | Ouganda                                                     | Difficile           |
| 98        |           | 126       | 113       | République centrafricaine                                   | Difficile           |
| 135       |           | 127       | 141       | Sri Lanka                                                   | Difficile           |
| 105       |           | 128       | 123       | Qatar                                                       | Difficile           |
| 146       |           | 129       | 138       | Jordanie                                                    | Difficile           |
| 126       |           | 130       | 128       | Zimbabwe                                                    | Difficile           |
| 145       |           | 131       | 119       | Émirats arabes unis                                         | Difficile           |
| 156       |           | 132       | 135       | Palestine                                                   | Difficile           |
| 155       |           | 133       | 126       | Oman                                                        | Difficile           |
| 139       |           | 134       | 129       | Colombie                                                    | Difficile           |
| 138       |           | 135       | 130       | Cameroun                                                    | Difficile           |
| 144       |           | 136       | 133       | Maroc / Sahara occidental                                   | Difficile           |
| 106       |           | 137       | 142       | Thaïlande                                                   | Difficile           |
| 132       |           | 138       | 127       | Philippines                                                 | Difficile           |
| 118       |           | 139       | 145       | Soudan du Sud                                               | Difficile           |
| 173       |           | 140       | 131       | Birmanie                                                    | Difficile           |
|           |           | 141       | 152       | Eswatini (ex-Swaziland)                                     | Difficile           |
| 161       |           | 142       | 136       | Inde                                                        | Difficile           |
| 128       |           | 143       | 147       | Mexique                                                     | Difficile           |
| 147       |           | 144       | 132       | Cambodge                                                    | Difficile           |
| 150       |           | 145       | 139       | Pakistan                                                    | Difficile           |
| 136       |           | 146       | 134       | Algérie                                                     | Difficile           |
|           |           | 147       | 160       | Burundi                                                     | Difficile           |
| 159       |           | 148       | 137       | Vénézuela                                                   | Difficile           |
| 124       |           | 149       | 154       | République démocratique du Congo                            | Difficile           |
| 164       |           | 150       | 148       | Russie                                                      | Difficile           |
|           |           | 151       | 140       | Honduras                                                    | Difficile           |
| 163       |           | 152       | 146       | Bangladesh                                                  | Difficile           |
| 165       |           | 153       | 155       | Turquie                                                     | Difficile           |
| 142       |           | 154       | 156       | Brunei                                                      | Difficile           |
|           |           | 155       | 157       | Kazakhstan                                                  | Difficile           |
| 131       |           | 156       | 159       | Rwanda                                                      | Difficile           |
|           |           | 157       | 169       | Ouzbékistan                                                 | Difficile           |
|           |           | 158       | 153       | Biélorussie                                                 | Difficile           |
| 148       |           | 159       | 174       | Soudan                                                      | Difficile           |
| 129       |           | 160       | 151       | Singapour                                                   | Très grave          |
| 141       |           | 161       | 167       | Somalie                                                     | Très grave          |
|           |           | 162       | 149       | Tadjikistan                                                 | Très grave          |
| 167       |           | 163       | 158       | Irak                                                        | Très grave          |
|           |           | 164       | 171       | Guinée équatoriale                                          | Très grave          |
| 149       |           | 165       | 163       | Libye                                                       | Très grave          |
| 166       |           | 166       | 161       | Égypte                                                      | Très grave          |
|           |           | 167       | 162       | Azerbaïdjan                                                 | Très grave          |
| 171       |           | 168       | 164       | Bahreïn                                                     | Très grave          |
| 168       |           | 169       | 166       | Yémen                                                       | Très grave          |
| 170       |           | 170       | 168       | Arabie saoudite                                             | Très grave          |
| 172       |           | 171       | 173       | Cuba                                                        | Très grave          |
| 160       |           | 172       | 170       | Laos                                                        | Très grave          |
| 175       |           | 173       | 177       | Syrie                                                       | Très grave          |
| 177       |           | 174       | 165       | Iran                                                        | Très grave          |
| 178       |           | 175       | 175       | Viêt Nam                                                    | Très grave          |
| 162       |           | 176       | 172       | Djibouti                                                    | Très grave          |
| 179       |           | 177       | 176       | Chine                                                       | Très grave          |
| 176       |           | 178       | 178       | Turkménistan                                                | Très grave          |
| 180       |           | 179       | 180       | Corée du Nord                                               | Très grave          |
| 174       |           | 180       | 179       | Érythrée                                                    | Très grave          |
| Rang 2023 | Rang 2022 | Rang 2021 | Rang 2017 | Pays                                                        | Situation           |

### Afrique

#### Burundi
Depuis la fin de la guerre civile, la presse se développe rapidement. La liberté de presse, clairement limitée pendant la phase de transition, est ensuite assez largement respectée. Néanmoins, un certain risque existe encore à aborder des sujets tels que l'existence de groupes armés rebelles ou certaines affaires de corruption.

#### Maroc
La décennie 1998-2010 représenterait l’âge d’or de la presse « indépendante » au Maroc.
Dans le contexte du « printemps arabe », des réformes politiques et institutionnelles ont été entreprises qui comprennent certaines avancées législatives : ainsi, les grandes mobilisations menées par le mouvement du 20 Février (M20F) ont créé un climat de liberté relative, notamment pour ce qui concerne la presse et l’expression sur internet. Par ailleurs, la publication d’un rapport annuel relatif à la liberté de la presse est une nouveauté gouvernementale dans le sillage de la constitution de juillet 2011.
Néanmoins, l’ouverture de la presse marocaine est plus ou moins remise en cause par des instances internationales telles que Reporters sans frontières (RSF). Ainsi, le 19 novembre 2015, cinq journalistes et collaborateurs de médias, ont comparu devant le tribunal de première instance de Rabat, pour « atteinte à la sécurité et à l’intégrité de l’État » et « financement étrangers illégaux ». Il s’agit de journalistes ou contributeurs réguliers dans des médias marocains comme Lakome2 ou Zamane. Le procès concerne également Hicham Al-Miraat, ancien directeur de l’Association des droits numériques (ADN) et Mohamed Essabeur, président de l’Association marocaine pour l’éducation de la jeunesse (AMEJ), auxquels les autorités marocaines reprochent le non-respect des normes professionnelles de « rigueur » et de « déontologie » du journalisme d’investigation, contribuant à travers leurs publications à « ternir l’image du pays ». RSF demande l’abandon de leur poursuite et considère qu’il est nécessaire que « le Maroc cesse le harcèlement politico-judiciaire à l’encontre des journalistes, visant ainsi à décourager toute voix critique ».
Dans le classement Freedom House (FH), le Maroc est placé dans la catégorie des pays « non libres ».
Pour Mohamed Naimi, « malgré le nombre élevé des titres de journaux et des sites d’information (plus de 100 dans la presse écrite et environ 500 sites d’information), la pluralité l’emporte sur le pluralisme, dans la mesure où tous ces supports de presse adoptent une ligne éditoriale presque unanimiste. ». Le paysage médiatique se caractériserait ainsi par une homogénéisation des lignes éditoriales, l’État contrôlant la presse par l’intermédiaire de la publicité et de la distribution. Selon ce chercheur, ce contrôle s’exerce par « une multitude de moyens allant de l’intimidation et de la censure au boycott publicitaire, aux amendes arbitraires ». Plusieurs journaux ont été fermés comme Demain, Le Journal Hebdo, Assahifa ou Al Jarida Al Oula, certains journalistes ayant dû quitter la presse écrite pour rejoindre la presse électronique.
Il existerait par ailleurs une autocensure des médias qui serait quasi générale « car les journalistes intériorisent les sujets sensibles, ceux qu’ils n’abordent pas pour éviter les foudres du pouvoir. Par ailleurs, l’autocensure ne concerne pas seulement les sujets politiques, mais aussi les sujets sociétaux et culturels comme la sexualité et la religion. ».
En 2022, aux Assises internationales du journalisme, la situation de la liberté de la presse dans les pays arabes et du Maghreb est décrite comme étant « calamiteuse », le Maroc étant pointé du doigt pour être « excessivement répressif ».
En 2023, plusieurs titres de presse constatent la détérioration de la liberté de la presse au Maroc, alors qu’une résolution inédite du Parlement européen exige, en janvier, de mettre fin au « harcèlement de tous les journalistes » dans le pays,.

#### Mali

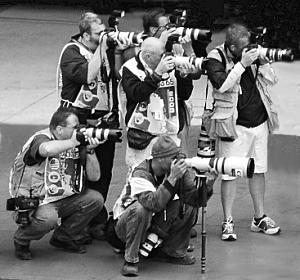
Des photojournalistes

Le Mali vit une crise de la presse due aux coûts de l'analphabétisme. Dans la métropole, Bamako (deux millions d'habitants), les plus grands quotidiens ont un tirage de seulement 1 malta romain[précision nécessaire]. Aussi, la radio est la plus importante source d'informations.
Les journalistes reçoivent parfois, à la place d'un salaire régulier, un pourboire de la maison où ils sont employés.
Aussi, les quelques journalistes régulièrement payés ne se risquent pas à aborder les thèmes des problèmes sociaux, comme la crise des écoles et l'augmentation rapide des prix.
Un journaliste français est expulsé moins d'une journée après sont atterrissage à Bamako en février 2022.
Olivier Dubois, qui travaille pour différentes rédactions est otage dans le pays depuis avril 2021. Les journalistes maliens Hamadoun Nialibouly et Moussa M'Bana Dicko sont également retenus otages, respectivement depuis 2020 et 2021.

### Amérique

#### Mexique
Au Mexique, 36 journalistes ont été assassinés entre 2011 et 2016 et 496 agressés dans la seule année 2016. Le pays est selon RSF le troisième plus dangereux au monde pour les journalistes après l'Afghanistan et la Syrie[réf. souhaitée].

#### Honduras
Entre 2008 et 2017, 62 journalistes, photographes cadreurs et propriétaires de médias alternatifs, critiquant généralement les autorités au pouvoir, ont été assassinés[réf. souhaitée].

### Ancien espace soviétique

#### Russie
Avec les assassinats d'Anna Politkovskaïa et d'Anatoli Voronined de l'agence de presse Itar-Tass en octobre 2006, l'indépendance des médias russes est mise en doute lorsque l'on sait que les deux principales chaînes de télévision publique (ORT et RTR) sont contrôlées par le gouvernement. Selon Marie Mendras, au moins la moitié des journaux télévisés de ces chaînes est dédiée aux faits et gestes du président Poutine. Depuis 2003-2004, Moscou a resserré son emprise sur les chaînes de télévision privées telles que NTV. Après la prise d'otages de Beslan en 2004, les Izvestia avaient publié plusieurs photographies de la tragédie et le rédacteur en chef avait été renvoyé immédiatement.
En juin 2019, le journaliste Ivan Golounov est arrêté pour trafic de drogue, dans ce que de nombreux journalistes dénoncent comme un coup monté. Il est finalement libéré après avoir reçu un soutien sans précédent de la société civile et de nombreux journalistes russes, et toutes les charges à son encontre sont levées. Cet évènement est exceptionnel par sa résonance médiatique dans le pays, y compris auprès de médias pro-gouvernementaux. Cependant, plusieurs journalistes et défenseurs de la liberté de la presse en Russie restent emprisonnés, dans des affaires n'ayant pas eu le même écho dans la société civile.
Seuls l'internet, les radios et la presse moscovites (Novaïa Gazeta, Kommersant, Radio Echo de Moscou ou Radio Liberté) échappent aujourd'hui à la mainmise du pouvoir. Cependant, seulement 20 à 30 % de la population russe a accès au web.
Le 4 mars 2022, Vladimir Poutine signe une loi votée par la Douma limitant fortement la liberté d'expression et l'accès à l'information. La loi prévoit jusqu'à 15 ans de prison pour quiconque publiera des informations mensongères sur le conflit en Ukraine. Elle concerne les particuliers ainsi que les médias russes et étrangers. Par exemple, le média indépendant russe Znak a fermé son site. L'ONG Reporter sans frontières estime que le dirigeant russe est « clairement en train de mettre son pays sous cloche ». Le classement de RSF place la Russie à la 150e place sur 180 États pour la liberté de la presse. Le réseau social Facebook est également bloqué par les autorités russes depuis le 4 mars 2022.

#### Biélorussie
Dzmitry Zavadski est probablement mort assassiné en 2000.

### Asie

#### Iran
Avant la révolte qui débute en septembre 2022, 13 journalistes étaient emprisonnés en Iran. Depuis le début des manifestations, 34 autres sont emprisonnés, portant le total à 37.

#### Israël
Israël jouit d’une liberté de la presse rare, au cœur du chaos moyen-oriental. En Israël, avec son pluralisme idéologique et politique, la liberté de la presse est totale, même sur les sujets nucléaires. Les journalistes israéliens « s'estiment garants des valeurs fondamentales du journalisme qui leur imposent de tout publier à condition que les sources soient honnêtes, fiables et bien définies ».
En revanche, « les journalistes, israéliens ou étrangers en poste en Israël, n'ignorent pas que le pays est en guerre et constamment menacé. Ils respectent scrupuleusement les instructions de la censure militaire car la sanction tombe irrémédiablement en cas de désobéissance : la carte de presse est supprimée et l'expulsion est immédiate ».
Aussi, face à la liberté dont jouissent la presse et les journalistes israéliens, ce sont souvent une majorité des rédactions qui s'autocensurent. En général, elles se focalisent sur les problématiques du peuple juif dans la société juive, comme la corruption, le logement ou le terrorisme, et ignorent les thèmes du conflit israélo-palestinien - hors périodes d'affrontement, de l'occupation et des constructions en Cisjordanie appelée Judée-Samarie en Israël, ou du sort des Palestiniens.

#### Chine
Xi Jinping remet en place dans les médias, les écoles et les universités chinois, un contrôle idéologique : la « liberté de la presse » est un des « sept périls » mis en avant par le Parti communiste chinois dans le document numéro 9,.
En 2014, un « examen idéologique » est instauré par le Parti communiste afin de « contrôler » l'ensemble des journalistes. Ces derniers doivent connaître des règles essentielles, par exemple « il est absolument interdit à des articles publiés de faire état de commentaires contredisant la ligne du parti communiste chinois ». Ou encore « la relation entre le parti et les médias est celle du dirigeant et du dirigé ».

### Union européenne
En octobre 2009, un débat a animé le parlement concernant la liberté d'information. Ce débat a été conclu par la Commissaire Reding qui a indiqué qu'une législation européenne sur le pluralisme des médias était subordonnée à sa nécessité pour résoudre des problèmes liés au marché intérieur.

#### Grèce
En Grèce, la liberté de la presse est attaquée depuis que les conservateurs ont, en 2019, repris le pouvoir. Une nouvelle loi permet la mise sur écoute sans autorisation préalable du juge et l'emprisonnement ferme de tout auteur d'article considéré comme « fake news ». Kyriákos Mitsotákis, Premier ministre depuis 2019, a officiellement pris le contrôle de la télévision nationale et de l'agence de presse nationale. De plus, l'écrasante majorité des médias sont dépendants des subventions gouvernementales.
En avril 2019, le journaliste spécialiste des affaires criminelles Giorgos Karaïvaz est assassiné devant son domicile.
Un rapport alarmant publié début 2022 par le Centre européen pour la liberté des médias et la presse en coordination avec Reporters sans frontières, la Fédération européenne des journalistes, Media Freedom Rapid Response, dénonce les attaques contre la liberté de la presse dans le pays.